# Manizm
Manizm (łac. manes – dusze przodków).
Termin ten został wprowadzony do religioznawstwa przez H. Spencera, który traktował go jako praźródło wszelkiej religii oraz jako formę religii pierwotnej.
Manizm jest składową częścią każdego systemu wierzeniowego. Zawiera on w sobie trzy idee, które tworzą nową jakość, pomimo iż zostały wytworzone w różnych okolicznościach i mające swe specyficzne źródła.
Do tych idei zaliczamy wyobrażenia o:
- opiekunie rodzinno-rodowym - idea ta określa rolę postaci przodka jako opiekuna i dobroczyńcy rodziny czy rodu, wspólnoty ludzkiej.
- przodku totemicznym - idea ta przydaje danej postaci tajemniczość, oddalenie, nadaje jej cechy pół mityczne.
- duszy zmarłego członka grupy - idea ta utrwala antropomorfizm, indywidualną konkretność przodka, jego związek z życiem.

To na pozór proste zjawisko faktycznie jest bardzo rozbudowane i rozwarstwione. U jego podstaw leży idea "sobowtóra", idea istnienia "tego drugiego". 